# Ненчулешть (Вилча)
Ненчулешть, Ненчулешті (рум. Nenciulești) — село у повіті Вилча в Румунії. Входить до складу комуни Тетою.
Село розташоване на відстані 177 км на захід від Бухареста, 47 км на південний захід від Римніку-Вилчі, 55 км на північ від Крайови.

## Населення
За даними перепису населення 2002 року у селі проживала 471 особа, усі — румуни. Усі жителі села рідною мовою назвали румунську.